# Аркадієв Борис Абрамович
Бори́с Абра́мович Арка́дієв — український науковець, доктор технічних наук, лауреат Державної премії України в галузі науки і техніки.

## З життєпису
Станом на 1992 рік — заступник начальника відділу НВО атомного турбобудування «Харківський турбінний завод».
Лауреат Державної премії України 1992 року — «За розробку наукових основ газодинамічного удосконалення та створення високоекономічних і надійних проточних частин парових турбін потужністю 200—1000 МВт». Співавтори — Бабаджанян Микола Артемович, Бойко Анатолій Володимирович, Вірченко Михайло Антонович, Галацан Віктор Миколайович, Гаркуша Анатолій Вікторович, Гнєсін Віталій Ісайович, Піастро Анатолій Михайлович.
Серед патентів — «Пристрій для охолодження вихлопного патрубка парової турбіни», 2003, співавтори Альперт Олександр Семенович, Галацан Віктор Миколайович, Безуглий Гаррі Зіновійович, Конєв Володимир Афанасійович, Левченко Євген Володимирович, Полуянов Борис Михайлович.